# دنیاگیری کووید-۱۹ در لهستان
دنیاگیری کووید-۱۹ در لهستان بخشی از دنیاگیری بیماری کروناویروس ۲۰۱۹ در جهان است. اولین مورد تأیید شده در لهستان در ۴ مارس ۲۰۲۰ در شهر ژیلونا گورا اعلام شد.